# サケニ川
サケニ川（グルジア語: საკენი、グルジア語ラテン翻字: Sakeni）は、ジョージアのアブハジア自治共和国北東部を流れる川。コーカサス山脈の、上アブハジア東部を水源とする。水源からは南西方向に流れ、マルツスヘナ・ゲンツヴィシ村の北でコドリ川に流入する。川の長さは35キロメートル、流域面積は約233平方キロメートル、平均流量は20.6立方メートル毎秒である。主にコーカサス山脈の雨、雪、氷河、そして地下水が川の水の供給源となっている。